# Nikko Boxall
Nikko Boxall (Auckland, 24 de febrero de 1992) es un futbolista neozelandés que juega como defensa en el Eastern Suburbs de la Northern League. Su hermano Michael también es futbolista.

## Carrera
Luego de disputar la Liga Juvenil de Nueva Zelanda con el Auckland City, arribó en 2011 a la Universidad Northwestern en Chicago, Estados Unidos en donde comenzó a jugar para el equipo de fútbol, los Northwestern Wildcats. En 2015 pasó al Zweibrücken, en ese entonces participante de la Regionalliga Südwest, cuarta división en el sistema de ligas de Alemania. Ese mismo año firmó con el Vaasan Palloseura finés, club en el que permanecería dos temporadas. En 2017 fichó por el Kuopion Palloseura hasta que en 2018 dejó Finlandia para firmar con el Viborg, de la segunda división de Dinamarca. En julio de 2020 regresó a Finlandia para jugar en el SJK Seinäjoki. Allí estuvo año y medio antes de volver a los Estados Unidos tras firmar con San Diego Loyal S. C.

### Clubes
| Club                     | País           | Año       |
| ------------------------ | -------------- | --------- |
| Northwestern Wildcats    | Estados Unidos | 2011-2014 |
| SVN Zweibrücken          | Alemania       | 2015      |
| Vaasan Palloseura        | Finlandia      | 2015-2016 |
| Kuopion Palloseura       | Finlandia      | 2017-2018 |
| Viborg FF                | Dinamarca      | 2018-2020 |
| SJK Seinäjoki            | Finlandia      | 2020-2021 |
| San Diego Loyal S. C.    | Estados Unidos | 2022      |
| Auckland City F. C.      | Nueva Zelanda  | 2023      |
| Wellington Phoenix F. C. | Nueva Zelanda  | 2023      |
| F. C. Inter Turku        | Finlandia      | 2023      |
| Eastern Suburbs          | Nueva Zelanda  | 2024-     |

### Selección nacional
Con la selección neozelandesa sub-20 fue parte tanto del plantel que se coronó campeón en el Campeonato de la OFC 2011 así como del que disputó la Copa Mundial de ese mismo año. Aun así, entre ambas competiciones solo disputó un encuentro, en una victoria 6-0 sobre Fiyi por el torneo continental. En la categoría totalizó cuatro presentaciones.
Su debut con el combinado mayor se produjo el 2 de junio de 2018 en una derrota 2-1 ante Kenia.

#### Partidos y goles internacionales
| Partidos y goles internacionales | Partidos y goles internacionales | Partidos y goles internacionales | Partidos y goles internacionales | Partidos y goles internacionales | Partidos y goles internacionales | Partidos y goles internacionales |
| #                                | Fecha                            | Estadio                          | Rival                            | Resultado                        | Competición                      | Gol(es)                          |
| -------------------------------- | -------------------------------- | -------------------------------- | -------------------------------- | -------------------------------- | -------------------------------- | -------------------------------- |
| 2018                             |                                  |                                  |                                  |                                  |                                  |                                  |
| 1                                | 2 de junio                       | Mumbai Football Arena, Bombay    | Kenia                            | 1 – 2                            | Copa Intercontinental 2018       |                                  |
| 2                                | 5 de junio                       | Mumbai Football Arena, Bombay    | China Taipéi                     | 1 – 0                            | Copa Intercontinental 2018       |                                  |
| 3                                | 7 de junio                       | Mumbai Football Arena, Bombay    | India                            | 2 – 1                            | Copa Intercontinental 2018       |                                  |